# Sematophyllum entodontoides
Sematophyllum entodontoides är en bladmossart som beskrevs av Bescherelle 1898. Sematophyllum entodontoides ingår i släktet Sematophyllum och familjen Sematophyllaceae. Inga underarter finns listade i Catalogue of Life.